# (8006) Tacchini
Pour les articles homonymes, voir Tacchini.
(8006) Tacchini est un astéroïde de la ceinture principale.

## Description
(8006) Tacchini est un astéroïde de la ceinture principale. Il fut découvert le 22 août 1988 à Bologne par l'observatoire San Vittore. Il présente une orbite caractérisée par un demi-grand axe de 2,66 UA, une excentricité de 0,03 et une inclinaison de 15,3° par rapport à l'écliptique.

## Compléments